# آنا شیپوش
آنا شیپوش (مجاری: Sipos Anna؛ ۱۹۰۸ – ۱۹۸۸) یک بازیکن تنیس روی میز زن اهل مجارستان بود.
وی در مسابقات کشوری و بین‌المللی در مجموع برنده ۱۱ مدال طلا، ۶ مدال نقره، ۴ مدال برنز شده‌است.